# Мечкул
Мечкул (болг. Мечкул) — село в Благоевградской области Болгарии. Входит в состав общины Симитли. Находится примерно в 10 км к юго-востоку от центра города Симитли и примерно в 23 км к югу от центра города Благоевград. По данным переписи населения 2011 года, в селе  проживало 28 человек, преобладающая национальность — болгары.

## Население
| Год     | 1934 | 1946 | 1956 | 1965 | 1975 | 1985 | 1992 | 2001 | 2011 |
| ------- | ---- | ---- | ---- | ---- | ---- | ---- | ---- | ---- | ---- |
| Жителей | 241  | 221  | 211  | 153  | 46   | 37   | 60   | 52   | 28   |

|  |